# Вилхелм фон Баден-Баден
Вилхелм фон Баден-Баден (на немски: Wilhelm von Baden-Baden; Wilhelm der Kammerrichter; * 30 юли 1593, Баден-Баден; † 22 май 1677, Баден-Баден) е от 1621 до 1677 г. маркграф на Маркграфство Баден-Баден. Вилхелм е таен съветник, генерал-фелдмаршал и императорски камера съдия в Шпайер, затова народът го нарича Вилхелм Камер-съдията.

## Живот
Той е най-възрастният син на Едуард Фортунат фон Баден-Баден (1565 – 1600), маркграф на Баден-Родемахерн и Баден-Баден, и съпругата му Мария фон Айкен (1571 – 1636), дъщеря на Йобст фон Айкен. По-малките му братя са Херман Фортунат (1595 – 1665) и Албрехт Карл (1598 – 1626).
Вилхелм е възпитаван в двора на своя опекун ерцхерцог Албрехт VII фон Хабсбург в Брюксел и Кьолн. Той самият е възпитател на своя внук и по-късен наследник Лудвиг Вилхелм, синът на наследствения принц Фердинанд Максимилиан.
През 1594 г. Георг Фридрих фон Баден-Дурлах и брат му Ернст Фридрих окупират маркграфството Баден-Баден. През 1622 г. Георг Фридрих е победен от генерал Тили и Вилхелм поема управлението. От 1631 до 1648 г. чрез шведския генерал Густаф Хорн той отново загубва управлението.
Между 1626 и 1631 г. в маркграфство Баден-Баден са екзекутирани 244 вещици.

## Фамилия
Първи брак: на 13 октомври 1624 г. с принцеса Катарина Урсула фон Хоенцолерн-Хехинген (* 1610; † 2 юни 1640), дъщеря на княз Йохан Георг фон Хоенцолерн-Хехинген. Те имат децата:
- Фердинанд Максимилиан (1625 – 1669 в Хайделберг), наследствен принц на Баден-Баден
- Леополд Вилхелм (1626 – 1671), имперски фелдмаршал
- Филип Зигмунд (1627 – 1647, убит)
- Вилхелм Христоф (1628 – 1652), каноник в Кьолн
- Херман (1628 – 1691), фелдмаршал
- Бернхард (1629 – 1648/49, Рим)
- Изабела Евгения Клара (1630 – 1632)
- Катарина Франциска Хенриета (1631 – 1691, Безансон)
- Клаудия (1633 – млада)
- Хенриета (1634 – млада)
- Анна (1634 – 1708)
- Мария (*/† 1636)
- Франц (*/† 1637)
- Мария Юлиана (*/† 1638)

Втори брак: през 1650 г. във Виена с графиня Мария Магдалена фон Йотинген-Балдерн (* 1619; † 31 август 1688), дъщеря на граф Ернст I фон Йотинген-Балдерн и графиня Катарина фон Хелфенщайн-Визенщайг. Те имат децата:
- Филип Франц Вилхелм (1652 – 1655)
- Мария Анна Вилхелмина (1655 – 1701), ∞ 17 юли 1680 за княз Фердинанд Август фон Лобковиц (1655 – 1715)
- Карл Бернхард (1657 – 1678)
- Ева
- Мария